# معركة بارما

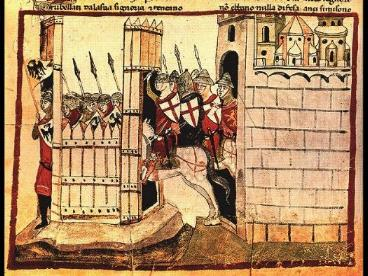

دارت معركة بارما يوم 18 فبراير 1248 بين القوات الرومانية المقدسة بقيادة الإمبراطور فريدريك الثاني والغويلفيين. هاجم الغويلفيون المعسكر الإمبراطوري عندما كان فريدريك الثاني بعيدًا وهزموا القوات الإمبراطورية. كما خسر فريدريك الكثير من كنوزه.